# جان بوتي
جان بوتي (بالفرنسية: Jean Petit)‏ (مواليد 25 سبتمبر 1949) هو لاعب كرة قدم. يلعب مع منتخب فرنسا لكرة القدم. سبق له أن لعب في كأس العالم لكرة القدم مع منتخب بلاده.

## روابط خارجية
- جان بوتي على موقع الاتحاد الأوربي (الإنجليزية)
- جان بوتي على موقع قاعدة بيانات كرة القدم.إي يو (الإنجليزية)
- جان بوتي على موقع ليكيب (الفرنسية)
- جان بوتي على موقع ناشيونال فوتبول تيمز (الإنجليزية)
- جان بوتي على موقع عالم كرة القدم.نت (الإنجليزية)